# Sindhudesh

Drapeau

Sindhudesh est le nom donné à un hypothétique État indépendant correspondant à la province pakistanaise du Sind. Il renvoie aussi à un mouvement pour la création d'un pays sindhi, qui serait indépendant du Pakistan. Le mouvement est basé dans la région du Sind. Il a été conçu par le leader politique sindhi GM Syed. Déjà, en 1947, de nombreux Sindhis souhaitaient un état indépendant, mais ils ne furent pas entendus, et finalement, le Sind fut attribué au Pakistan.  